# Florian Bauer
Florian Bauer (født 11. februar 1994) er en tysk bobslædefører.
Han repræsenterede Tyskland under vinter-OL 2022 i Beijing, hvor han tog sølv i både toer- og firebobslæde.